# Luka Botić
Luka Botić (Spalato, 1830 – Đakovo, 1867) è stato uno scrittore croato.

## Biografia
Luka Botić nacque nel 1830 in una povera famiglia di Spalato che viveva a Varoš. Sua madre cercò di salvarlo dalla povertà e di fornirgli un'istruzione, e lo mandò in un seminario, dove iniziò la sua carriera scolastica.
Inizialmente sembrava orientato a seguire gli studi teologici, dopo aver terminato il liceo a Spalato, ma venne espulso dal seminario di Zara e da quel momento iniziò a fare una vita avventurosa, avvicinandosi alla  politica e partecipando agli atti politici contemporanei.
Per un certo periodo lavorò come impiegato del vescovo cattolico Josip Juraj Strossmayer alla corte di Đakovo, ma quando si rifiutò di giurare fedeltà all'imperatore fu licenziato.
Dopo la caduta dell'assolutismo di Alexander von Bach, nel 1861 divenne membro del Parlamento, dove combatté per una Croazia unita e per la Dalmazia, essendo un deciso sostenitore dell'unità degli Slavi meridionali.
La sua vita privata si rivelò molto infelice, dato che ebbe due matrimoni e restò vedevo in entrambe le volte, perdendo anche i figli, che morirono precocemente.
Morì di tubercolosi nel 1867 a Đakovo.
I suoi frequenti trasferimenti in Bosnia, in Serbia e in Croazia, lo portarono a conoscenza del mondo popolare, dei canti e delle usanza popolari, che ispirarono notevolmente le sue opere, dato che presero spunto dalle tradizioni locali.
Tra i suoi lavori più celebri si può menzionare il racconto intitolato Hasan il bello (Dilber Hasan, 1854), incentrato sulle prime insurrezioni serbe avvenute a Sarajevo.
I suoi tre racconti in versi furono dedicati a figure e personaggi bosniaci e dalmati: in Fratellanza (Probratimstvo, 1854), si occupò dei rapporti vigenti tra i numerosi gruppi etnici e religiosi presenti in Bosnia ed Erzegovina; in La povera Mara (Biijedna Mara, 1860), descrisse una tenera storia d'amore fra un musulmano e una donna di Spalato; personaggi bosniaci e dalmati furono i protagonisti del Petar Bačić (1862).
Sebbene i motivi del conflitto cristiano-turco si trovino in quasi tutte le opere di Botić, i  protagonisti dei suoi racconti si innamorano oppure stringono amicizia tra di loro, e quindi Botić fu uno dei primi autori a dimostrarsi tollerante nei riguardi dei turchi (musulmani).
È considerato il fondatore dell'epopea romantica croata, ispirandosi ad Aleardo Aleardi, a Giovanni Prati e a Tommaso Grossi, ma in forma e in spirito croato.

## Opere
- Hasan il bello (Dilber Hasan, 1854);
- Fratellanza (Probratimstvo, 1854) ;
- La povera Mara (Biijedna Mara, 1860);
- Petar Bačić (1862).